# Urtica macbridei
Urtica macbridei är en nässelväxtart som beskrevs av Ellsworth Paine Killip. Urtica macbridei ingår i släktet nässlor, och familjen nässelväxter. Inga underarter finns listade i Catalogue of Life.